# Ястреб
Я́стреб (болг. Ястреб) — село в Кирджалійській області Болгарії. Входить до складу общини Кирджалі.

## Населення
За даними перепису населення 2011 року у селі проживали 354 особи, з них 351 особа (99,4%) — турки.
Розподіл населення за віком у 2011 році:
Динаміка населення: